# Wolfgang Teichmann

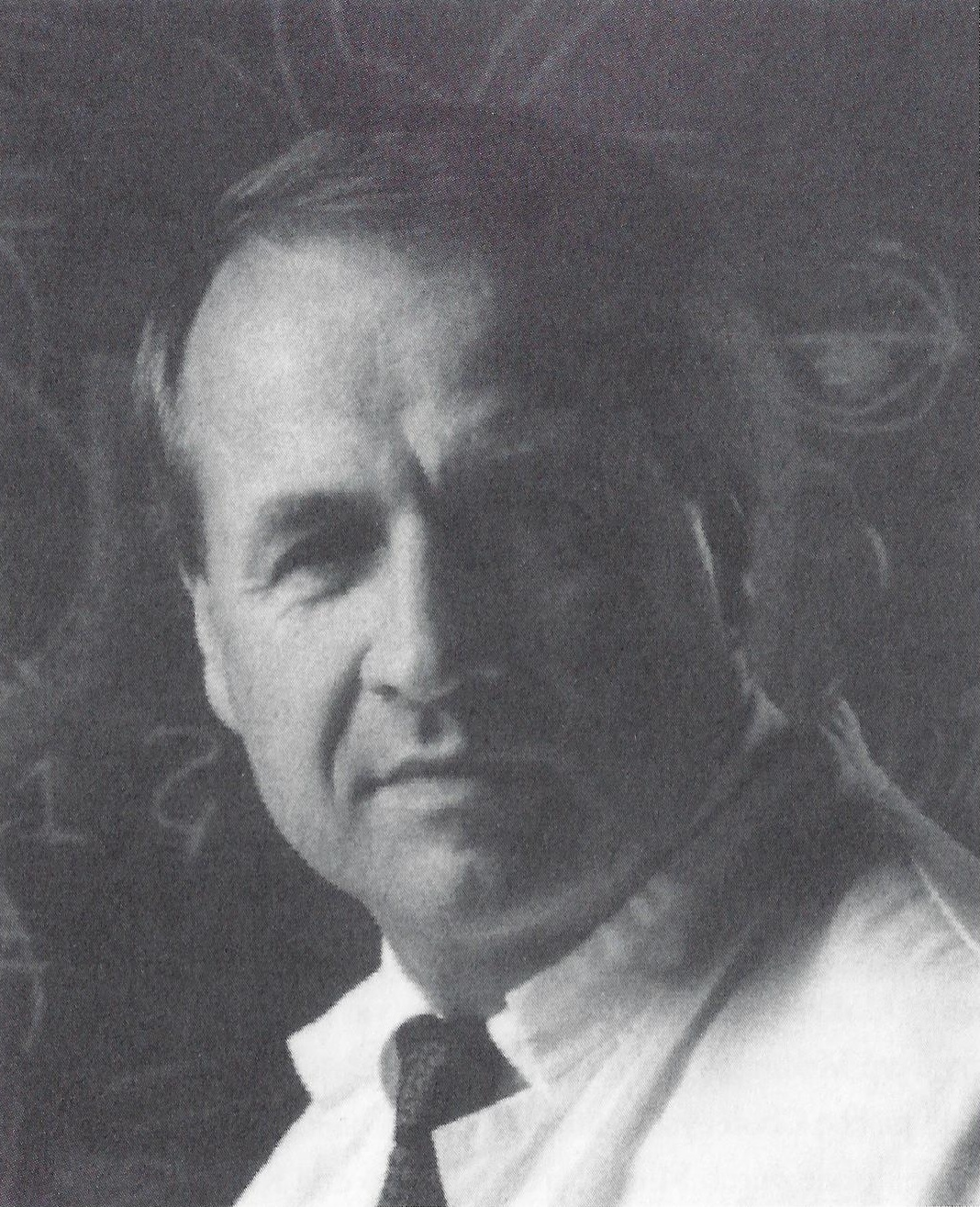
Wolfgang Teichmann (2004)

Wolfgang Teichmann (* 23. Juni 1941 in Greifswald) ist einer der maßgeblichen deutschen Viszeralchirurgen.

## Leben
Teichmann studierte ab 1961 an der Ernst-Moritz-Arndt-Universität Greifswald Medizin. Nach der Approbation und Promotion zum Dr. med. (1967) wurde er in der Greifswalder Universitätsklinik zum Chirurgen ausgebildet. 1972, nach nur fünf Jahren, wurde er Oberarzt. Als „Staatsbürger der DDR“ durfte er im „befreundeten sozialistischen Ausland“ hospitieren, in Wilna und Moskau. Er habilitierte sich 1976. Im selben Jahr folgte er Richard Reding an das Universitätsklinikum Rostock. Am 24. Oktober 1977 flüchtete er aus der DDR im Kofferraum des PKW eines afrikanischen Diplomaten. Er fand bei Hartwig Kirschner im Hamburger AK Altona eine Anstellung, musste sich aber erneut habilitieren. Nach Hospitationen an der Mayo Clinic, in Minneapolis, Los Angeles und San Francisco wurde er 1986 Professor an der Universität Hamburg und Nachfolger seines Chefs. Er widmete sich dem schwierigen Feld der Peritonitis, erkannte aber als einer der ersten die Möglichkeiten der endoskopischen Chirurgie. Als minimalinvasive Chirurgie sollte sie die Viszeralchirurgie revolutionieren. 1990 und 2008 leitete er die 146. und 182. Tagung der Vereinigung Nordwestdeutscher Chirurgen. Im Januar 2009 wurde er nach zwei Verlängerungen mit 67 Jahren nolens volens pensioniert. Mit seiner Frau, einer Gynäkologin, hat er einen Sohn. Aus seiner Klinik gingen fünf Chefärzte hervor: Axel Poser in Emmendingen, Lutz Steinmüller und Beate Herbig in Hamburg, Jürgen Belz in Plau am See und Husum und Thomas Mansfeld in Oldenburg (Oldb.) und Hamburg.

## Ehrungen
- Präsidiumsmitglied der Deutschen Gesellschaft für Chirurgie
- Vorsitzender der Deutschen Gesellschaft für Viszeralchirurgie
- Rudolf Nissen-Preis (2009)

## Herausgeber
- mit F. Köckerling und Werner Hohenberger: Intraabdominelle Infektionen. Johann Ambrosius Barth Verlag, Heidelberg Leipzig 1996, ISBN 3-335-00478-7.
- mit Christoph Eggers und Heinz-Jürgen Schröder: 100 Jahre Vereinigung Nordwestdeutscher Chirurgen. Hamburg 2009.